# 갈색 머리카락
《갈색 머리카락》은 1987년 5월 10일에 MBC TV에서 방영된 베스트셀러극장이다.

## 줄거리
37세의 홀아비인 재영(강인덕)은 어느 날 퇴근하는 길에 죽은 아내와의 신혼여행 생각이 갑자기 나 신혼여행지였던 춘천에 가기로 결정한다. 한편 35세의 과부인 경미(김해숙)는 자신을 농락하고 사기까지 친 뒤 달아난 남자를 찾아 춘천에 갈 생각을 한다. 이들 두 사람은 춘천으로 가는 길에 우연히 동행하게 되는데...

## 출연
- 강인덕
- 김해숙
- 박순애
- 김석옥
- 정승호
- 김호영
- 국정환
- 박윤배
- 박경순
- 최민경
- 이영범
- 차주옥
- 한창호
- 박성식
- 김민석
- 최명성
- 안수정